# Nadežda Konstantinovna Krupskaja
Nadežda Konstantinovna Krupskaja, in russo Надежда Константиновна Крупская? (San Pietroburgo, 26 febbraio 1869 – Mosca, 27 febbraio 1939), è stata una rivoluzionaria, pedagogista e politica russa, moglie di Lenin.

## Biografia

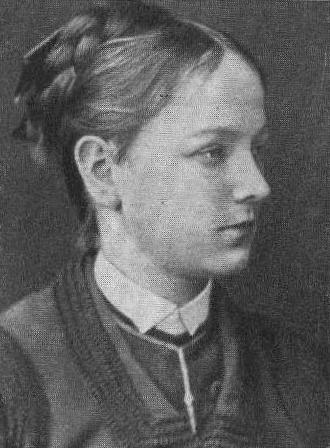
La madre Elizaveta

Nacque a San Pietroburgo da una famiglia della piccola nobiltà impoverita. Il padre, Konstantin Ignat'evič Кrupskij (1838-1883), laureato in legge all'Accademia militare, aveva fatto parte del Comitato degli ufficiali russi in Polonia, un'organizzazione democratica anti-zarista che sostenne l'insurrezione polacca del 1863. Compromessa la carriera militare, s'impiegò come revisore dei conti e la sua casa fu frequentata da nichilisti e populisti. Per dieci anni fu indagato dalla magistratura, venendo prosciolto alla vigilia della morte. Dai racconti del padre e della madre, Elizaveta Vasil'evna Tistrova (1843-1915), governante in casa di proprietari terrieri, Nadežda imparò da piccola a simpatizzare per i rivoluzionari e a disprezzare tanto l'autocrazia quanto l'alta nobiltà e i possidenti.
Conclusi gli studi ginnasiali, Nadežda Krupskaja frequentò nel 1889 i Corsi femminili superiori dell'Università, studiando pedagogia. Lasciati gli studi nel 1890, fece parte di un circolo socialdemocratico clandestino e lavorò come supplente in un collegio, diede lezioni private e insegnò nella scuola serale domenicale del quartiere pietroburghese di Smolensk, frequentata da 600 allievi, tutti lavoratori della capitale. Come scrive, «la scuola domenicale offriva allora ottime possibilità per studiare esaurientemente la vita, le condizioni di lavoro, lo stato d'animo delle masse operaie». Gli operai avevano molta fiducia nelle maestre e il governo vigilava affinché nelle scuole non penetrasse la propaganda rivoluzionaria e così «erano rare le classi senza spie» infiltrate dalla polizia.
Altre insegnanti della scuola domenicale erano attive rivoluzionarie. Tra le altre, vi erano Lidija Knipovič (1856-1920), già affiliata alla Narodnaja Volja, Praskov'ja Kudelli (1859-1944) e Aleksandra Kalmykova (1849-1926), che fu maestra di Struve, possedeva una libreria e finanziò pubblicazioni socialiste.
Nel circolo socialdemocratico frequentato dalla Krupskaja, la preparazione teorica era piuttosto scarsa, anche a causa dell'impossibilità di procurarsi un'adeguata letteratura marxista. Perciò un particolare interesse procurò, nel 1893, la lettura di un quaderno intitolato A proposito della cosiddetta questione dei mercati, che conteneva al proposito le opinioni di Herman Krasin (1871-1947) - un marxista di Pietroburgo, fratello di Leonid - affiancate da quelle di Vladimir Ul'janov, un giovane appena arrivato nella capitale dalla regione del Volga: «il nuovo venuto poneva la questione in modo del tutto concreto; la collegava con gli interessi delle masse, e tutto il suo modo di argomentare rivelava il vero marxista».

### L'incontro con Lenin e l'esilio

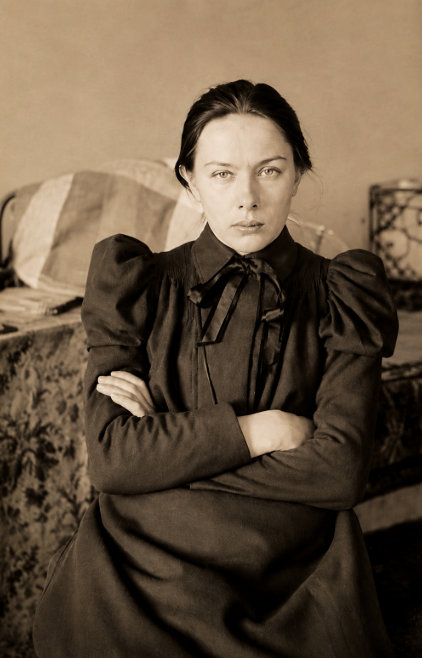
Nadežda Krupskaja nel 1890

Il primo incontro di Lenin con la Krupskaja e altri membri del gruppo avvenne nel febbraio del 1894, in una riunione il cui carattere illegale fu mascherato sotto la veste di un pranzo di carnevale. In breve tempo Lenin divenne tra i più attivi e influenti marxisti di Pietroburgo: in autunno lesse nel circolo il suo scritto Che cosa sono "Gli amici del popolo" e come lottano contro i socialdemocratici, che fece una profonda impressione e fu stampato in ciclostile. Dal successivo inverno Lenin e Nadežda si frequentarono abitualmente e nel 1895 furono tra i promotori dell'organizzazione socialdemocratica Unione di lotta per l'emancipazione della classe operaia.
L'organizzazione era molto attiva nel lavoro di propaganda illegale tra gli operai. In casa della Krupskaja si tenne, il 20 dicembre 1895, la riunione di preparazione del primo numero del giornale del gruppo, la Rabočee Delo (La causa operaia), che però non poté vedere la luce perché nella notte Lenin e altri compagni del gruppo furono arrestati. Nell'agosto del 1896, fu la volta di Nadežda Krupskaja: fu rimessa in libertà, in attesa del processo, dopo il tragico episodio del suicidio in carcere di Marija Vetrova (1870-1897). In questo periodo la Krupskaja, evitando la sorveglianza dalla polizia, continuò a tenere i contatti con i pochi superstiti del gruppo.
Tra i socialdemocratici, frequentò a volte Struve, che allora faceva parte del «marxismo legale» e non era costretto alla clandestinità. Struve non le piaceva, perché «assolutamente inadatto a lavorare in un'organizzazione, per giunta illegale», e perché possedeva solo una cultura letteraria e non aveva «interesse per il movimento reale della vita». Nemmeno il noto economista Tugan-Baranovskij era da lei apprezzato. La Krupskaja conosceva già la moglie Lidija, «più intelligente di suo marito», che era stata sua compagna di scuola. Tugan-Baranovskij la sorprese quando, invitato a dare un sostegno in denaro per uno sciopero, pur aderendo alla richiesta, osservò che gli era «incomprensibile dover appoggiare gli scioperi: lo sciopero non è un mezzo abbastanza efficace nella lotta contro i padroni».
Condannata alla deportazione per tre anni nel governatorato di Ufa, nella Russia europea, chiese di essere inviata in Siberia, nel villaggio di Šušenskoe, nel distretto di Minusinsk, dove già era stato deportato Lenin, che la Krupskaja presentò come suo fidanzato. Vi giunse, accompagnata dalla madre, nel maggio del 1898, nei giorni in cui il suo compagno dell'Unione di lotta, Radčenko, partecipava a Minsk al congresso di fondazione del Partito Socialdemocratico.

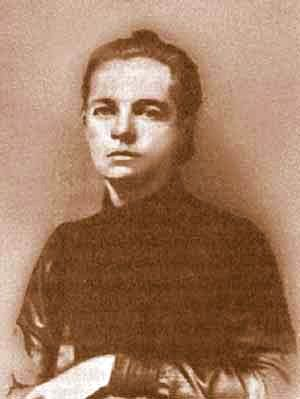
Ekaterina Kuskova

Pur essendo vietata ogni attività illegale, la vita dell'esiliato poteva essere piuttosto libera, a condizione che disponesse di possibilità economiche. Un esiliato viveva, eventualmente con la famiglia, pagando l'affitto in una casa privata e poteva ottenere il permesso di muoversi nel territorio del distretto, incontrare altri deportati, tenere una corrispondenza, leggere. A Šušenskoe, Lenin e Nadežda Krupskaja, che si sposarono il 10 luglio 1898, frequentavano la famiglia del deportato socialista polacco Jan Prominski e un operaio delle officine Putilov, il finlandese Engberg. La domenica Lenin riceveva in casa i contadini del distretto che avevano bisogno di consigli giuridici.
A Šušenskoe, Lenin scrisse Lo sviluppo del capitalismo in Russia, e la Krupskaja La donna lavoratrice. Insieme tradussero un'opera di Sidney e Beatrice Webb, Industrial Democracy e l'opuscolo di Karl Kautsky contro il revisionismo di Eduard Bernstein, Bernstein und das sozialdemokratische Programm. Due volte la settimana nel villaggio veniva distribuita la posta. Ricevevano lettere da Anna Ul'janova, la sorella di Vladimir, da Struve e da sua moglie Nina, da Martov, deportato a Turuchansk, da Potresov, esiliato a Orlov. Dalle più vicine Minusinsk, Jermakovskoe e Tes' giungevano le lettere di altri esiliati socialdemocratici: Kržižanovskij e la moglie Zinajda, Starkov, Lepešinskij e la moglie Ol'ga, Sil'vin, Vaneev, Lengnik, Baramzin, Kurnatovskij.
Lenin e la Krupskaja incontrarono a Jermakovskoe gli altri esiliati socialisti della regione per prendere posizione contro il Credo, uno scritto dalla Kuskova fatto conoscere a Lenin dalla sorella Anna, nel quale si formulavano le tesi tipiche dell'economicismo russo. Si sosteneva che i socialdemocratici dovevano «dare sostegno alla lotta economica del proletariato e partecipare all'attività di opposizione liberale», trasformando l'aspirazione a conquistare il potere politico in quella di «riformare la società odierna in senso democratico», ma senza impegnarsi contro lo zarismo, perché «la rivendicazione dei diritti politici da parte degli operai non ha nulla in comune con l'abbattimento dell'autocrazia». La Protesta dei socialdemocratici russi contro il Credo della Kuskova fu scritta da Lenin e firmata dalla Krupskaja e da altri quindici esiliati della regione di Minusinsk.
Fin dalla sua prima giovinezza, la Krupskaja aveva sofferto della malattia di Graves, allora incurabile, e il periodo trascorso in prigione, unito agli anni d'esilio, altro non fecero che esacerbare ulteriormente la patologia, causa anche della sua impossibilità di divenire madre.
Il 29 gennaio 1900 Lenin finì di scontare la pena e partì per stabilirsi a Pskov. Nadežda Krupskaja, con sua madre e due altri deportati liberati, Starkov e Olga Sil'vina, lo accompagnò fino a Ufa, nuova residenza obbligata di Nadežda, che doveva ancora scontare un anno di esilio. A Ufa viveva in libertà l'anziana populista Marija Četvergova, che vi possedeva una libreria, e un gruppo di deportati socialdemocratici, tra i quali Krochmal, Aptekman, Aleksandr Kvjatkovskij (1878-1926), figlio dell'omonimo leader di Narodnaja volja, e l'operaio Jakutov, che sarà molto attivo nella Rivoluzione del 1905 e finirà impiccato dalla reazione zarista. Con questi e altri esiliati in diverse regioni mantenne contatti illegali, e ricevette una visita del marito prima che questi, il 16 luglio, partisse per l'estero.
Finalmente, alla fine del febbraio 1901, venne il giorno della sua liberazione. Andò a Mosca a trovare la suocera, che allora viveva sola, essendo la figlia Marija in carcere e l'altra figlia Anna all'estero con Vladimir. Accompagnò poi la madre a Pietroburgo e partì per Praga, convinta che vi si trovasse Lenin. Questi era in realtà a Monaco e da Praga, per confondere la sorveglianza della polizia politica russa, le faceva pervenire la corrispondenza tramite un operaio ceco. In primavera la Krupskaja raggiunse Monaco. In tutto il periodo prerivoluzionario e durante i lunghi anni dell'emigrazione (dal 1901 al 1905 in Germania, Inghilterra e Svizzera, e dal 1907 al 1917 in Svizzera, Francia, Polonia e di nuovo in Svizzera), la Krupskaja non fu solo la moglie di Lenin, ma un'attiva, motivata e preziosa collaboratrice della causa rivoluzionaria e, negli anni 1905/1907, rivestì il ruolo di segretaria del Comitato Centrale del Partito socialdemocratico. Nello stesso 1917, collaborò alla rivista quindicinale « Žizn' rabotnicy » (La vita della lavoratrice), fondata da Inessa Armand, rivoluzionaria che aveva iniziato, dal 1909, a Parigi, un'intensa relazione con Lenin, legame comunque noto alla stessa Krupskaja.

### Teoria e pratica pedagogica: 1917-1939
In questi anni, assieme a figure come Lenin e Lunačarskij, partecipa come pedagogista alla realizzazione di una nuova scuola, cercando di rendere attuale la riflessione di Marx sull'esigenza di un "uomo nuovo" sviluppato "onnilateralmente" attraverso l'abitudine al lavoro collettivo e una preparazione politecnica, prendendo le distanze dalla "scuola del lavoro" di Georg Kerschensteiner. Questa scuola (trudovaja škola) introdotta dalla riforma del 1918, viene definita di "cultura generale e politecnica" e si propone di integrare lavoro intellettuale e lavoro manuale (produttivo). Secondo alcuni studiosi, questo progetto ebbe difficoltà nell'integrazione con il lavoro intellettuale sistematico e non direttamente finalizzato alla produzione, artigianale o su scala industriale, che avrebbe portato alla realizzazione pratica degli ideali marxisti.
L'ulteriore riforma scolastica del 1923 introduce infatti importanti modifiche, in particolare ridefinisce gli scopi della scuola, individuandoli non più nell’autoformazione della personalità, ma nella formazione del comunista e del lavoratore. La Krupskaja diresse, presiedendo il GUS, il Soviet scientifico di Stato interno al Ministero dell'Istruzione (Narcompros), sia la redazione del Nuovo Statuto della Scuola Unica di Lavoro, sia i Nuovi Programmi di insegnamento. La formazione dell'"uomo collettivo" non poteva considerarsi l’esito scontato dell’autosviluppo, non poteva nascere dalla spontaneità, ma richiedeva un sistematico intervento di tipo pedagogico. La nuova metodologia, chiamata “metodo dei complessi”, si riagganciava alla pedagogia scientifica e in particolare era influenzata dalle idee di Ovide Decroly. L’intero sistema educativo, dalla scuola elementare all’università, si articolava per complessi di idee, progressivamente sempre più ricchi di specificazioni, il cui filo conduttore però rimaneva sempre la prospettiva marxista.
Per tutto il periodo dell'edificazione socialista, e in particolare dopo la morte di Lenin nel 1924, cercò di stimolare la formazione politecnica, l'educazione sociale e la pedagogia del collettivo, nonché di rendere concreta l'aspirazione della Pedagogia di Lev Tolstoj di una scuola statale pubblica e popolare e di metodi didattici improntati alla libertà, creatività e autonomia, da Krupskaja considerati fondamentali per la formazione di una disciplina cosciente, come quelli praticati già a Jasnaja Poljana ma, soprattutto, nello stesso periodo, dalle esperienze pedagogiche di Anton Semenovyč Makarenko.
Il suo sforzo di pedagogista fu volto a indirizzare e rafforzare le strutture giovanili come l'Organizzazione dei pionieri di tutta l'Unione, che raggruppava bambini dai 9 ai 14 anni e il Komsomol, l'Unione comunista leninista della gioventù pansovietica, nell'intento di attualizzare nel concreto il leninismo attraverso metodologie pedagogiche finalizzate al primato della politecnicizzazione. La Krupskaja teorizzava il superamento della separazione tra teoria e prassi, scienza, tecnica e cultura, propria, a suo parere, delle pedagogie praticate nel mondo capitalista borghese, funzionali alla divisione in classi della società.
Una Risoluzione del Partito Comunista del 4 luglio 1936, escluse le ore di lavoro dal piano didattico delle scuole, spostando il rapporto a favore dello studio e dell’istruzione non direttamente indirizzata alla professionalizzazione, rendendo così più equilibrato l’intero sistema scolastico. La cosiddetta “pedologia”, termine con cui si intendeva la psicologia sperimentale applicata alle metodologie didattiche attiviste, fu dichiarata una “pseudoscienza”, ed anche la Krupskaja, aperta, seppur criticamente, ai contributi della pedagogia attivistica, prese le distanze da essa, continuando a sviluppare l’idea del politecnicismo. L'"uomo collettivo", sviluppato "onnilateralmente", doveva divenire l'"uomo nuovo" dell'epoca della società comunista.
Negli anni 1937-38, la Krupskaja redasse anche lo Statuto del giardino d'infanzia, approvato dal Commissariato del popolo per l'istruzione, in cui sottolineava la necessità, anche per l'attività prescolastica, dell'educazione sociale, "perché il gioco e tutte le altre attività sviluppino [nei bambini] il senso del collettivismo, li abituino ad agire in modo organizzato, a rispettare le regole interne."

## Opere
- Opere pedagogiche, 11 voll., Mosca, APN-RSFSR, 1957-1963